# Friedrich Ludwig von Dehn
Le comte Friedrich Ludwig von Dehn, né le 7 septembre 1697 et mort le 2 juillet 1771, est un aristocrate germanophone qui fut diplomate et homme d'État au service de la couronne du Danemark.

## Biographie
Friedrich Ludwig von Dehn sert dans sa jeunesse comme page à la cour du château de Gottorf, puis il entre en 1716 à l'armée du duc de Brunswick-Wolfenbüttel, où il accède au grade de major en 1726. L'année suivante il entre au service diplomatique de la cour du Brunswick, puis de celle du Danemark. Il représente le Danemark à Saint-Pétersbourg entre 1734 et 1736, à Madrid entre 1742 et 1747 et à La Haye entre 1749 et 1753. Il est nommé en 1762 gouverneur et Statthalter des provinces germanophones du Danemark: le Schleswig et le Holstein, à la suite du prince Frédéric-Ernest de Brandebourg-Culmbach (1703-1762), il est aussi gouverneur du Dithmarse.
Friedrich Ludwig von Dehn est élevé au titre de comte en 1768. Il meurt dans son manoir de Ludwigsburg, près d'Eckernförde, qu'il avait considérablement agrandi entre 1742 et 1744 et dont le baron August Wilhelm von Dehn (1716-1776), fils de son beau-frère, devient l'héritier.
Le comte von Dehn était le frère du lieutenant-général Ferdinand-August von Dehn.

## Décoration
- Chevalier de l'Ordre de Dannebrog
- Chevalier de l'Ordre de l'Éléphant blanc

## Source
- (de) Cet article est partiellement ou en totalité issu de l’article de Wikipédia en allemand intitulé « Friedrich Ludwig von Dehn » (voir la liste des auteurs).